# 탈륨

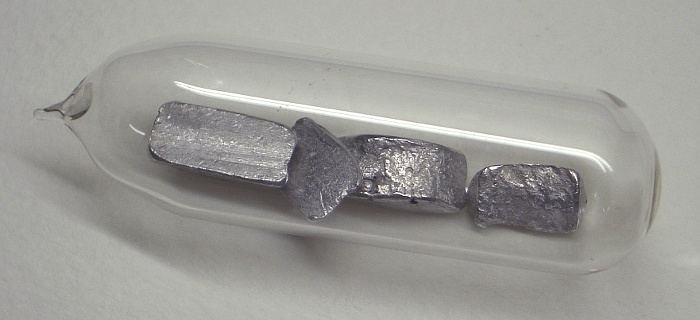

탈륨(←영어: Thallium 샐리엄[*], 문화어: 탈리움←독일어: Thallium 탈리움[*])은 화학 원소로 기호는 Tl(←라틴어: Thallium 탈리움[*]), 원자 번호는 81이다. 회색의 전성이 있는 무른 전이후 금속으로 주석과 비슷하게 생겼으나 공기와 접하면 쉽게 산화하여 변색된다. 자연에서는 순수한 형태로 산출되지 않는다. 1861년 윌리엄 크룩스(William Crookes)와 클로드 오귀스트 라미(Claude-Auguste Lamy)가 각각 독립적으로 발견하였으며, 두 화학자 모두 분광기를 이용해 탈륨의 밝은 녹색 스펙트럼을 발견하여 탈륨의 존재를 확인하였다. 크룩스는 그리스어 θαλλός(녹색 나뭇가지라는 뜻)에서 ‘탈륨’이라는 이름을 붙였으며, 라미는 1862년에 전기분해를 이용해 순수한 탈륨을 분리하였다.
탈륨은 보통 +1이나 +3의 산화 상태를 가진다. +3의 산화수를 가질 때는 같은 13족 원소인 붕소, 알루미늄, 갈륨, 인듐과 비슷하지만 +1의 산화수를 가질 때는 알칼리 금속과 비슷한 성질을 나타내며, 자연에서는 칼륨을 포함한 광석에서 함께 발견되는 경우가 많고 생물의 세포 내에서도 칼륨과 비슷한 역할을 한다. 그러나 이러한 탈륨 화합물은 대부분 수용성이며 아무 맛이 없고 독성이 강하여 오래 전부터 비소와 함께 암살용 독약에 사용되었으며, 쥐약이나 살충제에 쓰이다가 암을 유발한다고 알려져 많은 나라에서 사용이 제한되거나 금지되어 있다. 탈륨에 중독되면 머리카락이 빠지는 등의 증세를 보인다.
또한, 탈륨은 각종 전자제품, 의약품 및 유리 제조, 적외선 감지기에도 사용된다. 방사성 동위 원소인 201Tl은 핵의학에서 수용성인 염화 탈륨(TlCl) 형태로 소량 사용하여 심장 검진에 쓰기도 한다.

## 특성
탈륨은 실온에서 가위로 자를 수 있을 정도로 아주 무르고 연성이 뛰어난 금속이다. 회색의 금속성 광택을 띠나, 공기 중에 노출되면 산화물이 형성되면서 급격히 청회색으로 변색되어 납과 비슷한 색을 띤다. 물 속에서는 수산화 탈륨, 황산과 질산 속에서는 빠르게 녹아 각각 황산염과 질산염을 형성하며, 염산에 녹이면 표면에 염화 탈륨 층을 형성한다. 주 산화 상태는 +1과 +3으로, 약염기성 산화물을 형성한다. 이 중 +1의 산화수를 가질 때는 칼륨이나 은과 비슷한 성질을 나타내는데, 이러한 성질 때문에 발견 직후 몇 년간 알칼리 금속으로 잘못 분류되기도 하였다. +3의 산화수를 가질 때는 알루미늄과 비슷한 성질을 띠며, 이는 강력한 산화제이다. 또, 이때 생성되는 산화 탈륨(III)(Tl2O3)은 흑색 고체로, 800도 이상의 고온에서 산화 탈륨(I)(Tl2O)과 산소로 분해된다.
최근에는 고온 초전도체로 사용할 수 있는 특징이 발견되어 연구 중에 있다.

## 동위 원소
탈륨은 원자량 184에서 210 사이에 25가지의 동위 원소가 존재한다. 이들 중 203Tl과 205Tl만이 안정 동위 원소이며, 탈륨의 방사성 동위 원소 중 가장 안정한 것은 204Tl으로 반감기가 약 3.78년이다.

## 역사
탈륨은 1861년 분광기의 방출 스펙트럼을 이용하여 발견되었다. 탈륨 발견 몇 해 전인 1859년과 1860년에 로베르트 분젠과 구스타프 키르히호프가 분광기를 이용하여 세슘과 루비듐을 발견한 이후로 분광학은 광물이나 화학 물질의 구성 성분을 알아내는 방법으로 인정받았다. 탈륨을 발견한 윌리엄 크룩스와 클로드 오귀스트 라미도 이 방법을 사용하였다. 크룩스는 독일 북부의 황산 제조 공장에서 얻은 셀레늄 화합물을 분광기를 통해 분석하는 작업을 하던 중, 밝은 녹색의 새로운 방출 스펙트럼을 발견하였다. 클로드 오귀스트 라미도 비슷하게 황산 제조 과정에서 셀레늄을 포함한 물질을 분석하던 중 새로운 녹색 스펙트럼을 발견하고 이것이 새 원소임을 알아냈으며, 순수한 탈륨도 분리하는데 성공했다. 그러나 두 화학자 모두 독립적으로 이 원소를 분리하였으므로 1863년까지 누가 탈륨을 발견하였는지에 대한 논란이 끊이지 않았다.
무색무취의 탈륨 화합물은 한때 쥐약이나 살충제 등으로 널리 쓰였으나 1960년대에 그레이엄 영(Graham Frederick Young)의 연쇄 살인 사건 등 각종 사고가 잇따르면서 현재 대부분의 국가에서 그 사용이 제한되거나 금지되었다.

## 존재
탈륨은 지각 속에 약 0.7ppm 정도 포함되어 있으며, 칼륨을 포함한 광물에 많이 포함되어 있으나 실용적인 목적으로는 사용하지 못한다. 대부분 구리, 납, 아연이나 기타 중금속을 제련하는 과정에서 얻거나 탈륨 화합물을 포함한 광석에서 황산을 제조하기 위해 처리할 때 부산물로서 얻는 경우가 대부분이다. 가끔씩 안티모니, 비소, 구리, 납, 은 등의 황화물을 포함한 광석에도 들어 있으나 이들은 자연에서 쉽게 발견되지 않으며, 현재까지도 이러한 광물을 채굴하는 곳은 남부 마케도니아의 일부 광산뿐이다.

## 용도

### 과거
1972년 미국이 안전성을 이유로 금지하기 전까지 무색무취의 탈륨 화합물은 쥐약이나 살충제 혹은 일부 질병의 치료제 등으로 널리 사용되었다.

### 광학
브로민화 탈륨(TlBr)이나 아이오딘화 탈륨(TlI)의 결정은 적외선 광학계에 사용된다. 이들은 다른 광학 기구에 비해 단단하고 아주 긴 파장의 빛을 통과시킬 수 있어서 많이 사용된다. 산화 탈륨(I)(Tl2O)는 굴절률이 큰 유리를 만드는데 사용된다. 또, 황이나 셀레늄, 비소 등과 혼합하면 녹는점이 125~150도 정도로 낮은 고밀도 유리를 만드는데 사용할 수 있다. 이러한 유리는 실온에서 일반적인 유리와 비슷하면서도 내구도가 좋으며, 물에 용해되지 않고 굴절률이 매우 높은 특징이 있다.

### 전자 제품
황화 탈륨(I)(Tl2S)는 적외선의 양에 따라 전기 저항이 달라지는 특성이 있어 광저항으로 사용되며, 셀레늄화 탈륨은 적외선 감지기에 쓰인다. 셀레늄 반도체를 탈륨으로 도핑하면 그 성능이 향상되기도 한다.

### 고온 초전도체
현재 탈륨을 포함하는 고온 초전도체 물질이 연구 중에 있으며, 이는 MRI, 자기력 저장, 전기력의 생산과 전송 등에 이용할 수 있다. 1988년 탈륨 바륨 칼슘 구리 산화물 초전도체가 발견되면서부터 이러한 연구가 시작되었으며, 현재까지 개발된 일부 탈륨 고온 초전도체의 경우 최대 130K 이상에서도 초전도체의 성질을 나타내는 것으로 알려져 있다.

### 의료용
1972년 미국에서 탈륨의 사용을 금지하기 전까지 탈륨 화합물은 무좀이나 기타 피부병 치료제 및 결핵 환자가 잘 때 흘리는 식은땀을 줄이는 용도로 사용하였다. 그러나 이후에 탈륨을 포함하지 않는 더 좋은 치료제들이 개발되어 현재는 쓰이지 않고 있다.
반감기가 약 73시간인 201Tl은 핵의학에서 심장 질환의 여부를 판단하는 시험에 사용되고 있다. 현재는 대부분 99mTc으로 대체되었으나 아직까지도 관상 동맥 질환 환자의 스트레스 시험에 사용하고 있다.
탈륨 이온(Tl+)은 나트륨-칼륨 펌프(Na+-K+ 펌프)에서 칼륨 이온의 역할을 대신할 수 있다는 점을 이용한 것이다.

## 주의사항
탈륨과 그 화합물은 독성이 매우 강하므로 취급에 각별한 주의가 필요하다. 실제로 1960년대 영국의 토머스 영 연쇄 살인 사건과 같은 수많은 탈륨 중독 사례가 있다. 탈륨의 1가 양이온(Tl+)은 체내에서 칼륨 이온(K+)과 비슷한 역할을 하면서도 세포를 구성하는 단백질 분자를 파괴시키는 성질이 있기 때문이다. 이러한 탈륨 화합물에 노출될 경우 눈, 피부, 폐, 간, 신장, 머리카락, 중추 신경계, 소화계통 등에 영향을 미친다. 게다가 많은 수의 수용성 탈륨 화합물은 무색무취에 가까우므로 오랫동안 쥐약이나 살충제, 혹은 독약 등으로 사용되었다. 현재는 모두 금지되어 있다.